# Owensboro
Owensboro is de op twee na grootste stad van Kentucky en de hoofdplaats van Daviess County. De stad ligt aan de U.S. Route 60, ongeveer 30 mijl ten zuidoosten van Evansville (Indiana). Volgens statistieken uit 2005 heeft de stad 55.459 inwoners en de omliggende randgemeenten 111.599. Owensboro is vernoemd naar kolonel Abraham Owen.
De plaats is sinds 1937 de zetel van het rooms-katholieke bisdom Owensboro.

## Geografie
Owensboro is gelegen aan de rivier de Ohio. Volgens het US Census Bureau heeft de stad een totale oppervlakte van 48,3 km². 45,1 km² daarvan is land en 3,2 km² is water (6,59%).

## Entertainment
De stad is de zetel van het International Bluegrass Music Museum, een museum dat zich wijdt aan het muziekgenre bluegrass dat van herkomst uit de staat Kentucky komt. Het museum houdt naast zijn collectie ook de erelijst voor artiesten bij, de International Bluegrass Music Hall of Fame
Owensboro heeft zichzelf uitgeroepen tot "BBQ-hoofdstad van de Wereld"; ieder jaar wordt er in het tweede weekend van mei het International BBQ Festival gehouden. Dit evenement bestaat sinds 1979. Het is een festival waarbij verschillende soorten vlees op de barbecue worden bereid, voornamelijk kip. De verschillende teams strijden om de Governor's Cup, die een jury aan hen toekent. Er komen jaarlijks zo'n 85.000 bezoekers op het festival af.

## Partnersteden
- Olomouc (Tsjechië)

## Geboren
- Calvin Maglinger (1924–2010), kunstschilder
- Reggie Johnson (1940-2020), jazzcontrabassist
- Darrell Waltrip (1947), autocoureur
- Michael Waltrip (1963), autocoureur
- Johnny Depp (1963), acteur, regisseur, muzikant
- Jeremy Mayfield (1969), autocoureur
- Nicky Hayden (1981–2017), motorcoureur